# Bourg (Haute-Marne)
Pour les articles homonymes, voir Bourg.
Bourg est une commune française située dans le département de la Haute-Marne, en région Grand Est.
Ses habitants sont appelés les Bourgeois.

## Géographie

### Communes limitrophes

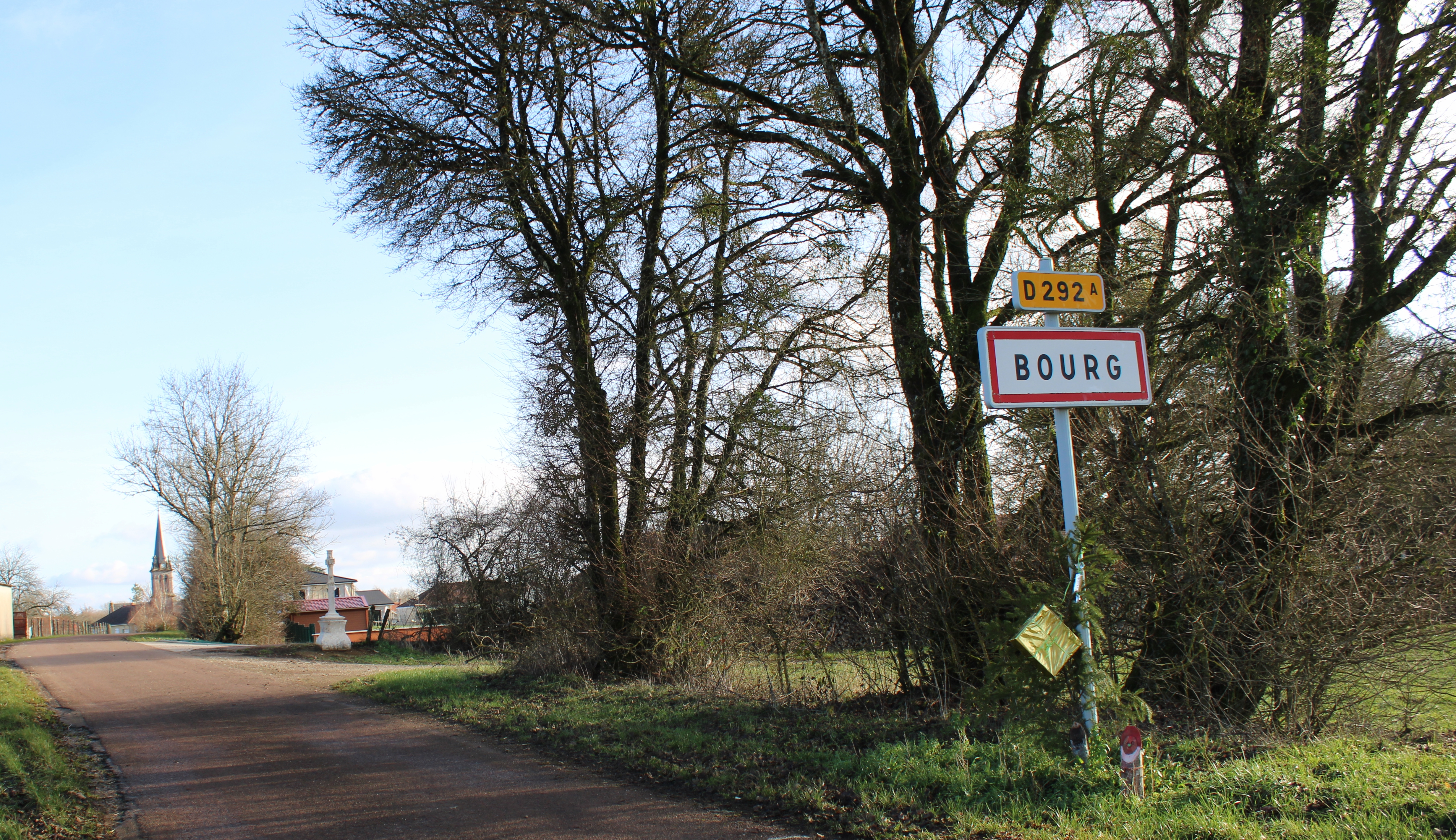
Entrée du village.

|         | Saints-Geosmes |        |
| Brennes | Bourg          | Cohons |
|         | Longeau-Percey |        |

### Hydrographie
La commune est traversée par la ligne de partage des eaux entre les régions hydrographiques « la Seine de sa source au confluent de l'Oise (exclu) » et le bassin versant de la Saône au sein respectivement du bassin Seine-Normandie et du bassin Rhône-Méditerranée-Corse. Elle est drainée par le Vallinot, le ruisseau de Brand et le ruisseau de Cherrey,.

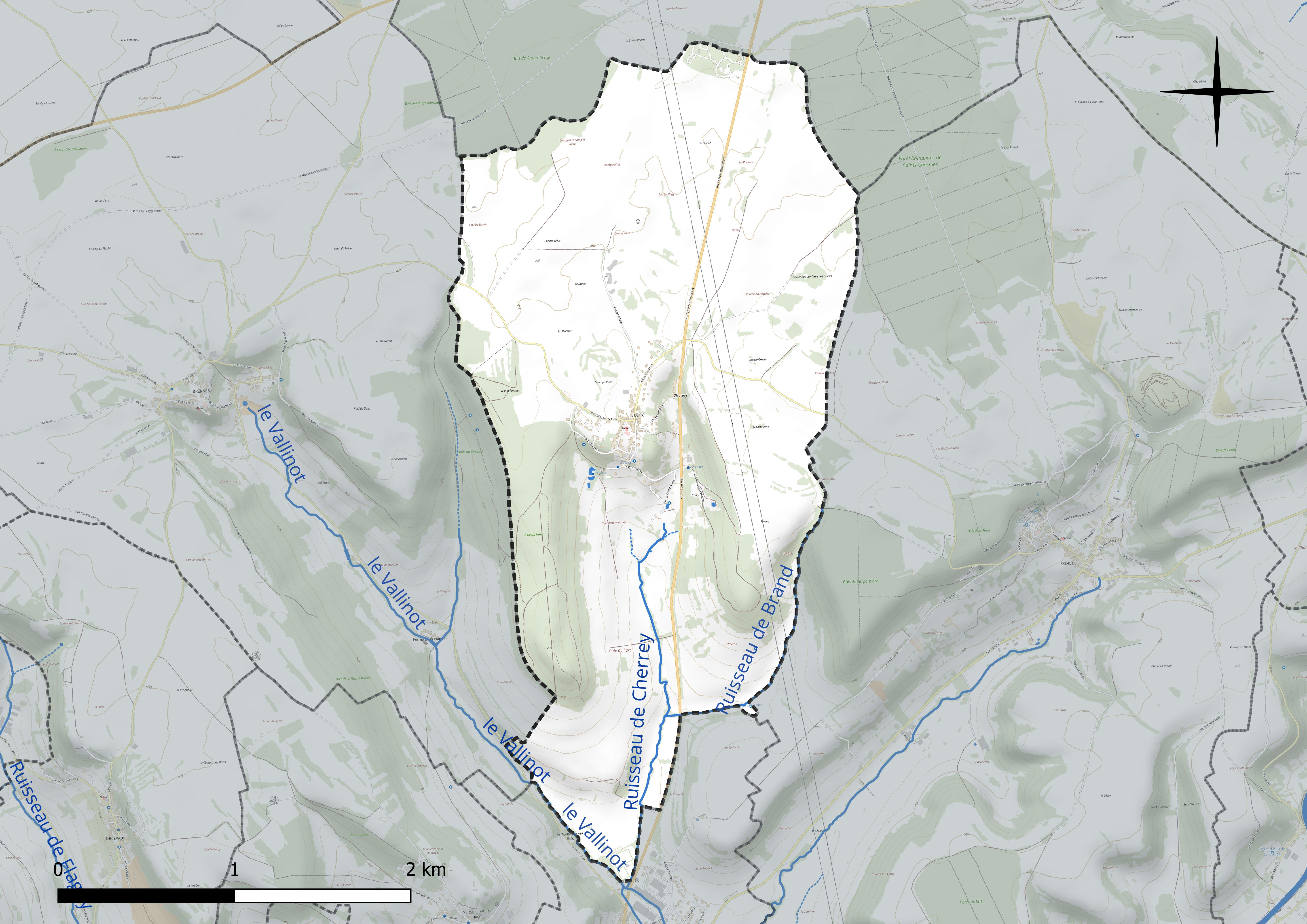
Réseau hydrographique de Bourg.

### Climat
Pour des articles plus généraux, voir Climat du Grand Est et Climat de la Haute-Marne.
En 2010, le climat de la commune est de type climat des marges montargnardes, selon une étude du Centre national de la recherche scientifique s'appuyant sur une série de données couvrant la période 1971-2000. En 2020, Météo-France publie une typologie des climats de la France métropolitaine dans laquelle la commune est exposée à un climat océanique altéré et est dans la région climatique  Lorraine, plateau de Langres, Morvan, caractérisée par un hiver rude (1,5 °C), des vents modérés et des brouillards fréquents en automne et hiver. 
Pour la période 1971-2000, la température annuelle moyenne est de 9,8 °C, avec une amplitude thermique annuelle de 16,7 °C. Le cumul annuel moyen de précipitations est de 932 mm, avec 13 jours de précipitations en janvier et 8,7 jours en juillet. Pour la période 1991-2020, la température moyenne annuelle observée sur la station météorologique de Météo-France la plus proche, « Langres », sur la commune de Langres à 7 km à vol d'oiseau, est de 10,2 °C et le cumul annuel moyen de précipitations est de 896,1 mm. 
La température maximale relevée sur cette station est de 38,8 °C, atteinte le 25 juillet 2019 ; la température minimale est de −21,2 °C, atteinte le 2 février 1956,,. 
Les paramètres climatiques de la commune ont été estimés pour le milieu du siècle (2041-2070) selon différents scénarios d'émission de gaz à effet de serre à partir des nouvelles projections climatiques de référence DRIAS-2020. Ils sont consultables sur un site dédié publié par Météo-France en novembre 2022.

## Urbanisme

### Typologie
Au 1er janvier 2024, Bourg est catégorisée commune rurale à habitat dispersé, selon la nouvelle grille communale de densité à sept niveaux définie par l'Insee en 2022.
Elle est située hors unité urbaine. Par ailleurs la commune fait partie de l'aire d'attraction de Langres, dont elle est une commune de la couronne,. Cette aire, qui regroupe 77 communes, est catégorisée dans les aires de moins de 50 000 habitants,.

### Occupation des sols
L'occupation des sols de la commune, telle qu'elle ressort de la base de données européenne d’occupation biophysique des sols Corine Land Cover (CLC), est marquée par l'importance des territoires agricoles (85,2 % en 2018), une proportion identique à celle de 1990 (85,2 %). La répartition détaillée en 2018 est la suivante : terres arables (45,4 %), prairies (31,5 %), forêts (14,5 %), zones agricoles hétérogènes (8,3 %), zones urbanisées (0,3 %). L'évolution de l’occupation des sols de la commune et de ses infrastructures peut être observée sur les différentes représentations cartographiques du territoire : la carte de Cassini (XVIIIe siècle), la carte d'état-major (1820-1866) et les cartes ou photos aériennes de l'IGN pour la période actuelle (1950 à aujourd'hui).

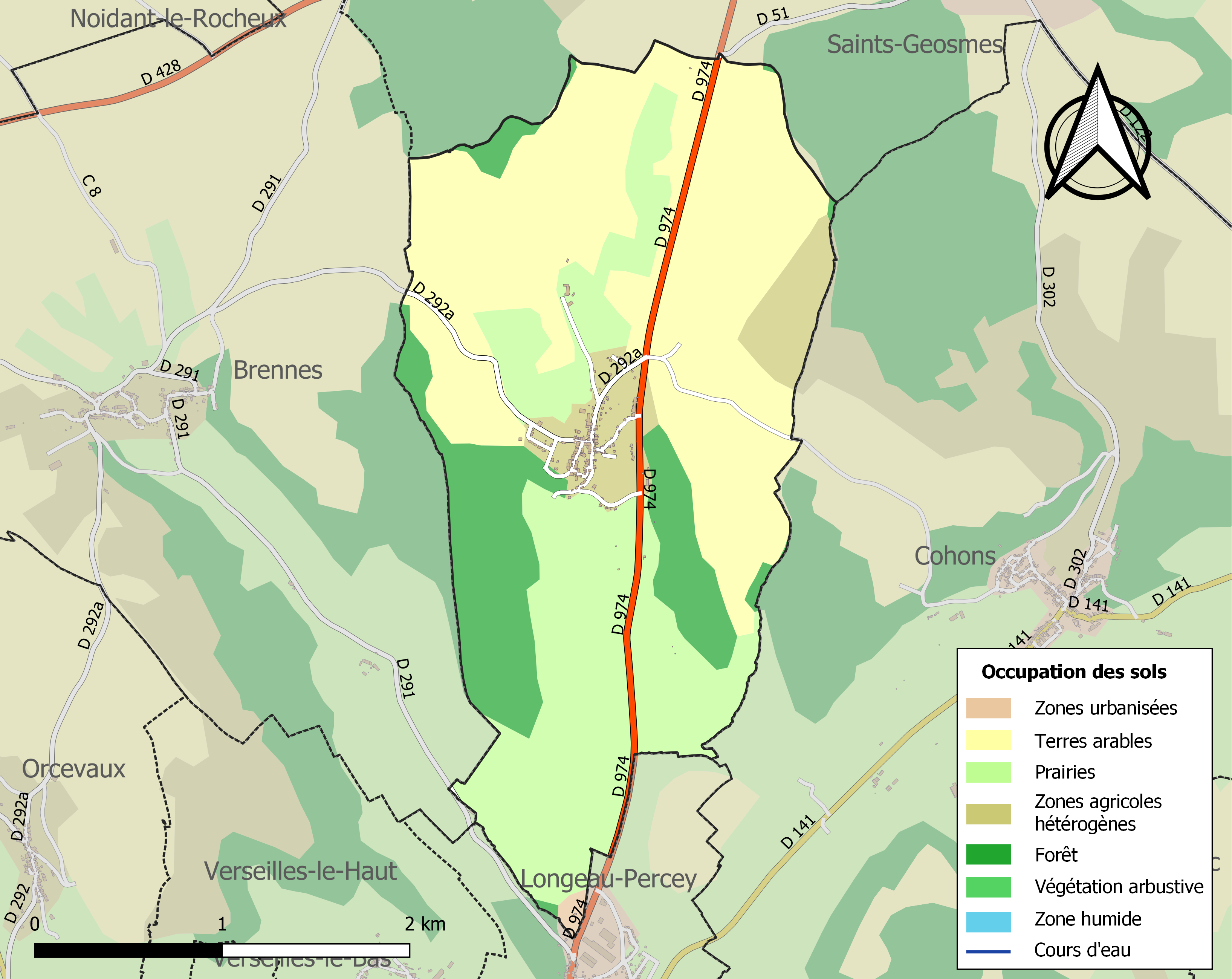
Carte des infrastructures et de l'occupation des sols de la commune en 2018 (CLC).

## Toponymie
Le nom de la localité est attesté sous les formes « In comitatu Lingonico, in villa quae Burgo dicitur » (887) ; Burgum (1236) ; Bourc (1318) ; Burgus (1334) ; Bourg (1464).

Bourg, du bas latin burgus, lui-même issu du germanique ancien burg (« forteresse ou village fortifié »).
Un bourg est une localité de taille intermédiaire entre le village et la ville.

## Histoire

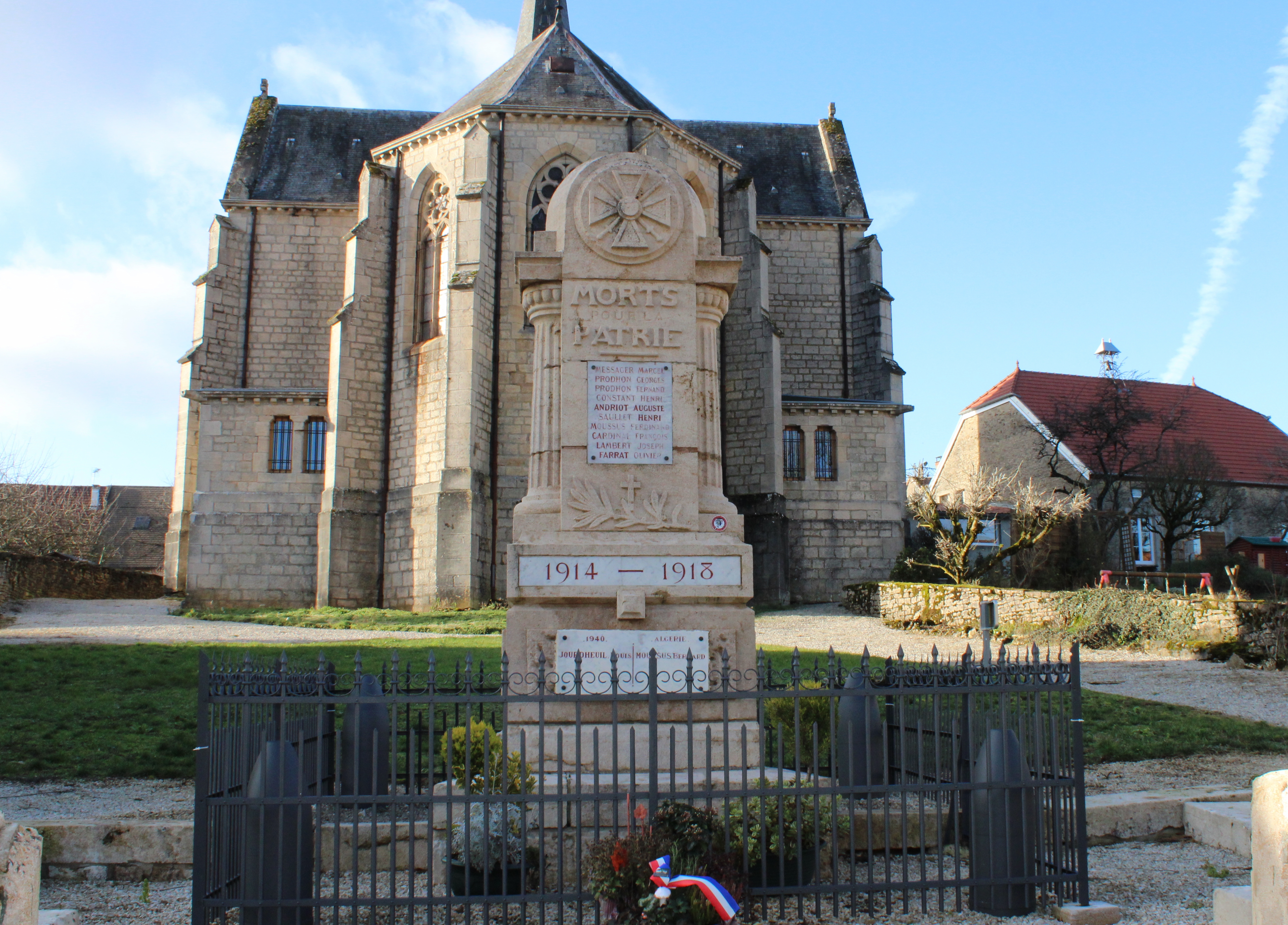
Le monument aux morts.

### XXesiècle
Pendant la Première Guerre mondiale, le village est situé près de Langres où sont concentrés les écoles de l'armée américaine.
Au début de novembre 1917, Le Lieutenant Colonel George S. Patton accepte de devenir le directeur de l'école de char léger de l'AEF.
La première tâche de Patton en tant que directeur est de trouver un endroit approprié pour établir l'école. Fin décembre, lors d’une reconnaissance avec son assistant le lieutenant Braine, Patton trouve à Bourg ce qu'il pense être l'endroit parfait.
Le site choisi se trouve donc à Bourg sur la route de Dijon, à moins de 10 kilomètres du sud de Langres. C'est un bout de terrain en pente situé dans le Bois d'Amour ; il est proche de deux routes en bon état et d’une ligne de chemin de fer. Le cantonnement pourrait se faire dans le village et dans les villages voisins de Saint-Geosmes et de Brennes, et si nécessaire à Langres.
Le dimanche 17 février 1918, 200 hommes des unités d'artillerie de la 42e Division américaine, arrivent sur Bourg et constituent le cœur de la brigade de char léger de Patton.
L'entrainement va devenir beaucoup plus sérieux quand le 23 mars, dix chars FT Renault, depuis longtemps promis par les Français, arrivent par le train à Bourg. George Patton s’est arrangé avec la compagnie de chemin de fer pour amener le train en face du Bois d'Amour, où il avait déjà commandé les plates-formes de déchargement. Il a aidé personnellement à l'opération avec neuf de ses pilotes les plus expérimentés. Patton a rappelé plus tard avec fierté que les Français avaient déclaré qu'il faudrait 15 heures pour les décharger et qu'ils ont été très impressionnés quand nous l'avons fait seulement en trois.
Fin mars 1918 à Bourg, Patton a déjà un personnel considérable mais avec les perspectives envisagées en termes d'effectif, il est forcé de chercher de l'espace supplémentaire pour les logements et la formation. Cet espace, il le trouve du côté de Brennes, un petit village voisin située à vingt minutes de marche et à proximité d'une voie ferrée dans le Bois Saint-Georges-le-Gros.
Un autre chargement de 15 tanks Renault est livré fin mai 1918. Le camp de l'école est baptisé « Camp Chamberlain ».
Le baptême du feu de l’US tank corps n’interviendra pas avant la bataille de Saint-Mihiel en septembre 1918.

## Politique et administration

### Liste des maires
| Période                                  | Période  | Identité           | Étiquette | Qualité |
| ---------------------------------------- | -------- | ------------------ | --------- | --- |
| Les données manquantes sont à compléter. |          |                    |           | |
| mars 1995                                | En cours | Dominique Thiébaud | DVD       | Président du Pôle d’équilibre territorial et rural (PETR) du Pays de Langres Conseiller départemental depuis 2021 |

## Population et société

### Démographie
L'évolution du nombre d'habitants est connue à travers les recensements de la population effectués dans la commune depuis 1793. Pour les communes de moins de 10 000 habitants, une enquête de recensement portant sur toute la population est réalisée tous les cinq ans, les populations de référence des années intermédiaires étant quant à elles estimées par interpolation ou extrapolation. Pour la commune, le premier recensement exhaustif entrant dans le cadre du nouveau dispositif a été réalisé en 2008.

En 2022, la commune comptait 169 habitants, en évolution de +10,46 % par rapport à 2016 (Haute-Marne : −4,62 %, France hors Mayotte : +2,11 %).
| 1793 | 1800 | 1806 | 1821 | 1831 | 1836 | 1841 | 1846 | 1851 |
| ---- | ---- | ---- | ---- | ---- | ---- | ---- | ---- | ---- |
| 317  | 318  | 330  | 331  | 294  | 300  | 278  | 286  | 306  |

| 1856 | 1861 | 1866 | 1872 | 1876 | 1881 | 1886 | 1891 | 1896 |
| ---- | ---- | ---- | ---- | ---- | ---- | ---- | ---- | ---- |
| 284  | 281  | 267  | 225  | 230  | 224  | 224  | 219  | 184  |

| 1901 | 1906 | 1911 | 1921 | 1926 | 1931 | 1936 | 1946 | 1954 |
| ---- | ---- | ---- | ---- | ---- | ---- | ---- | ---- | ---- |
| 173  | 156  | 150  | 238  | 139  | 126  | 116  | 105  | 105  |

| 1962 | 1968 | 1975 | 1982 | 1990 | 1999 | 2006 | 2008 | 2013 |
| ---- | ---- | ---- | ---- | ---- | ---- | ---- | ---- | ---- |
| 114  | 115  | 112  | 139  | 165  | 151  | 149  | 148  | 153  |

| 2018 | 2022 | - | - | - | - | - | - | - |
| ---- | ---- | - | - | - | - | - | - | - |
| 158  | 169  | - | - | - | - | - | - | - |

## Culture locale et patrimoine

### Lieux et monuments
- Église de l'Immaculée-Conception.
- Chapelle Saint-Nicolas.

### Galerie

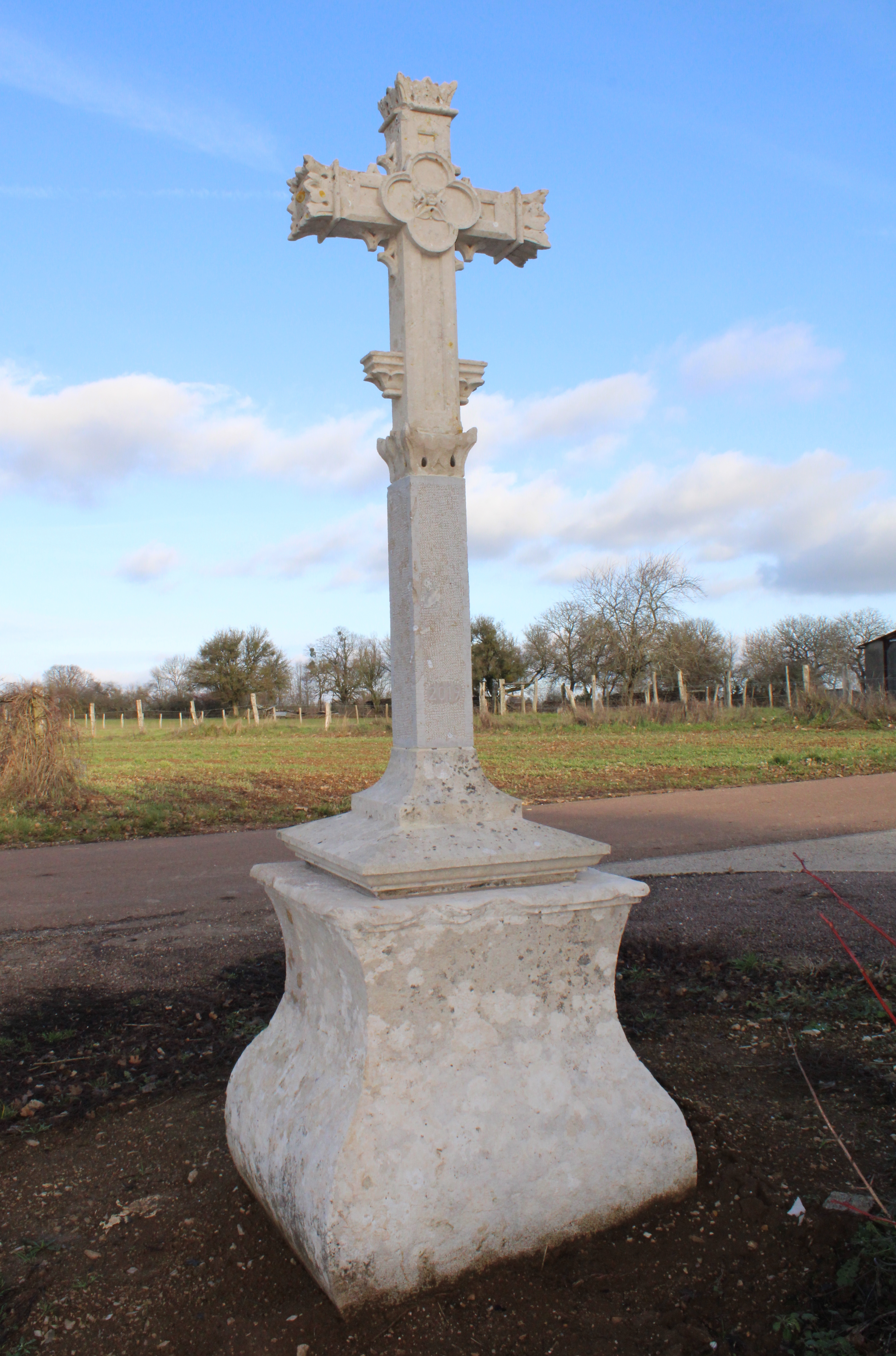
Croix de chemin à l'entrée du village sur la route de Bresnnes.
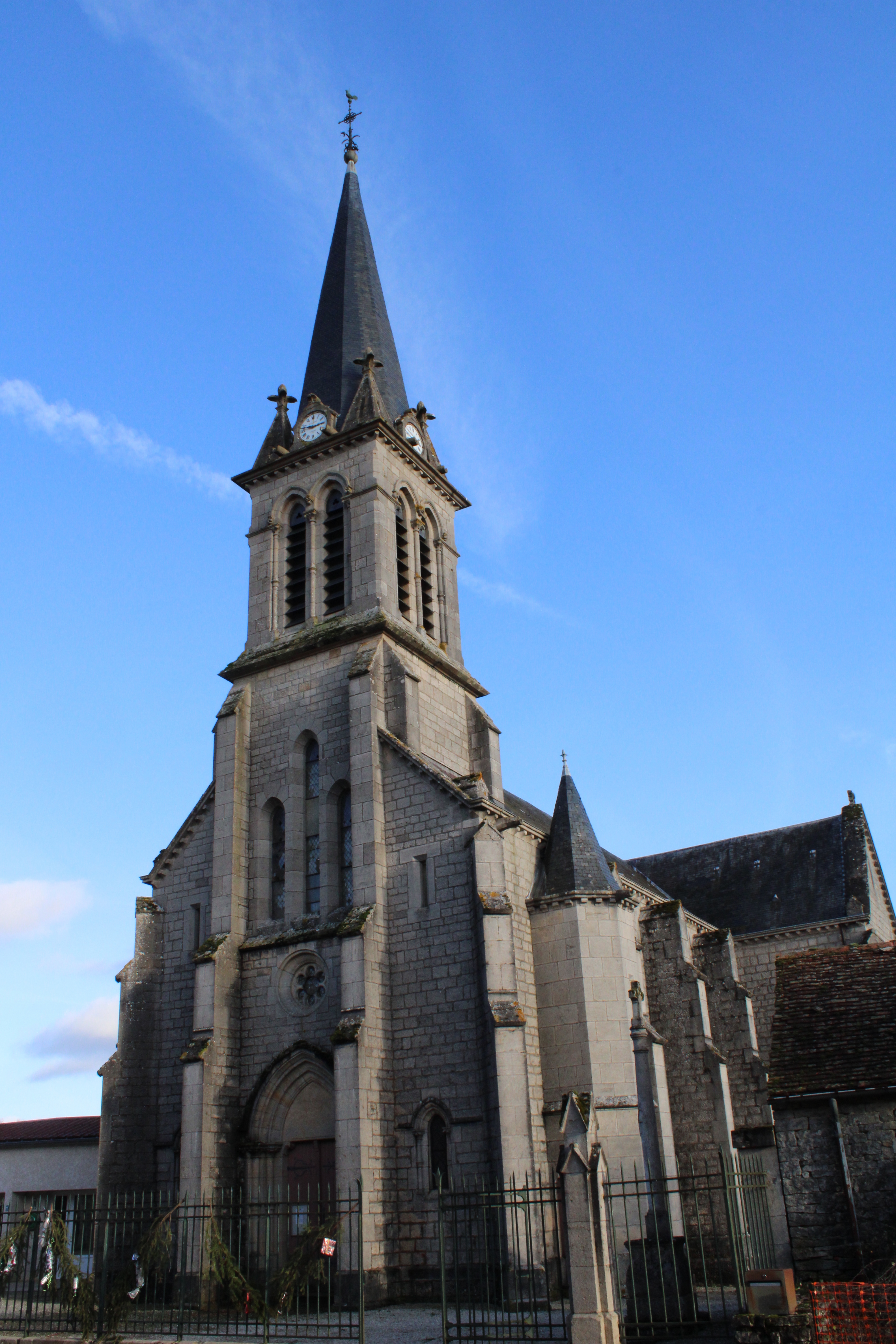
L'église.
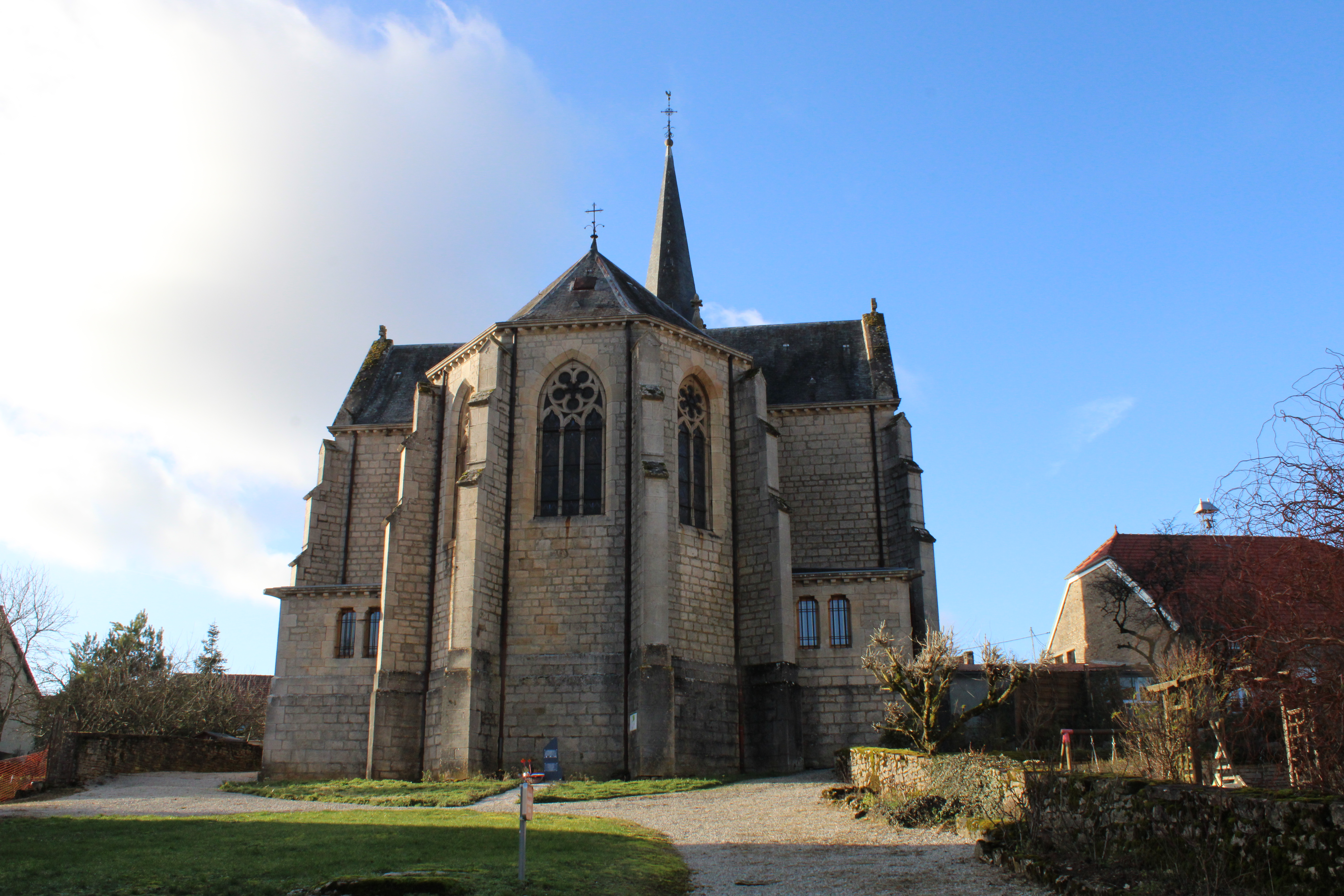
Chevet de l'église.
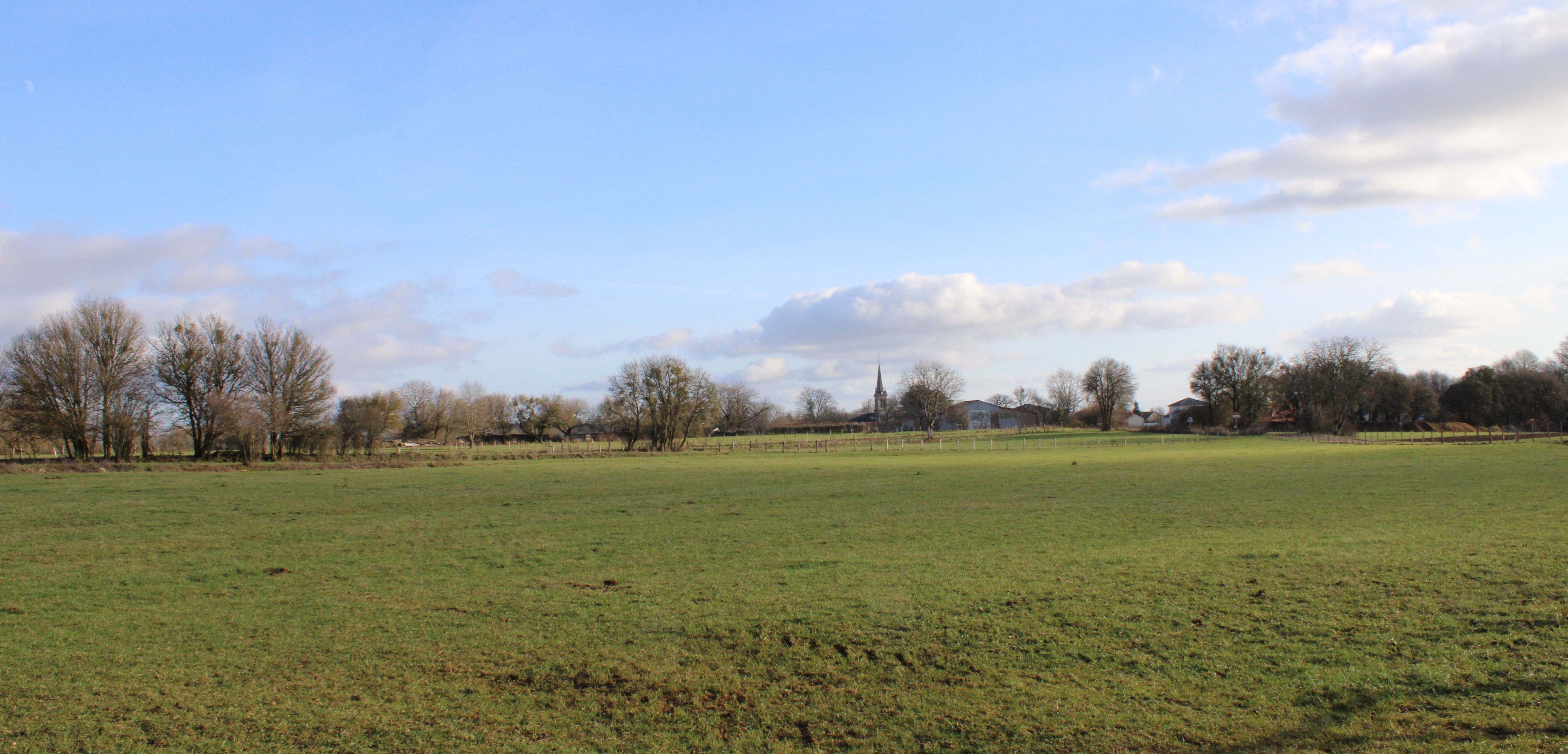
Panorama du village.
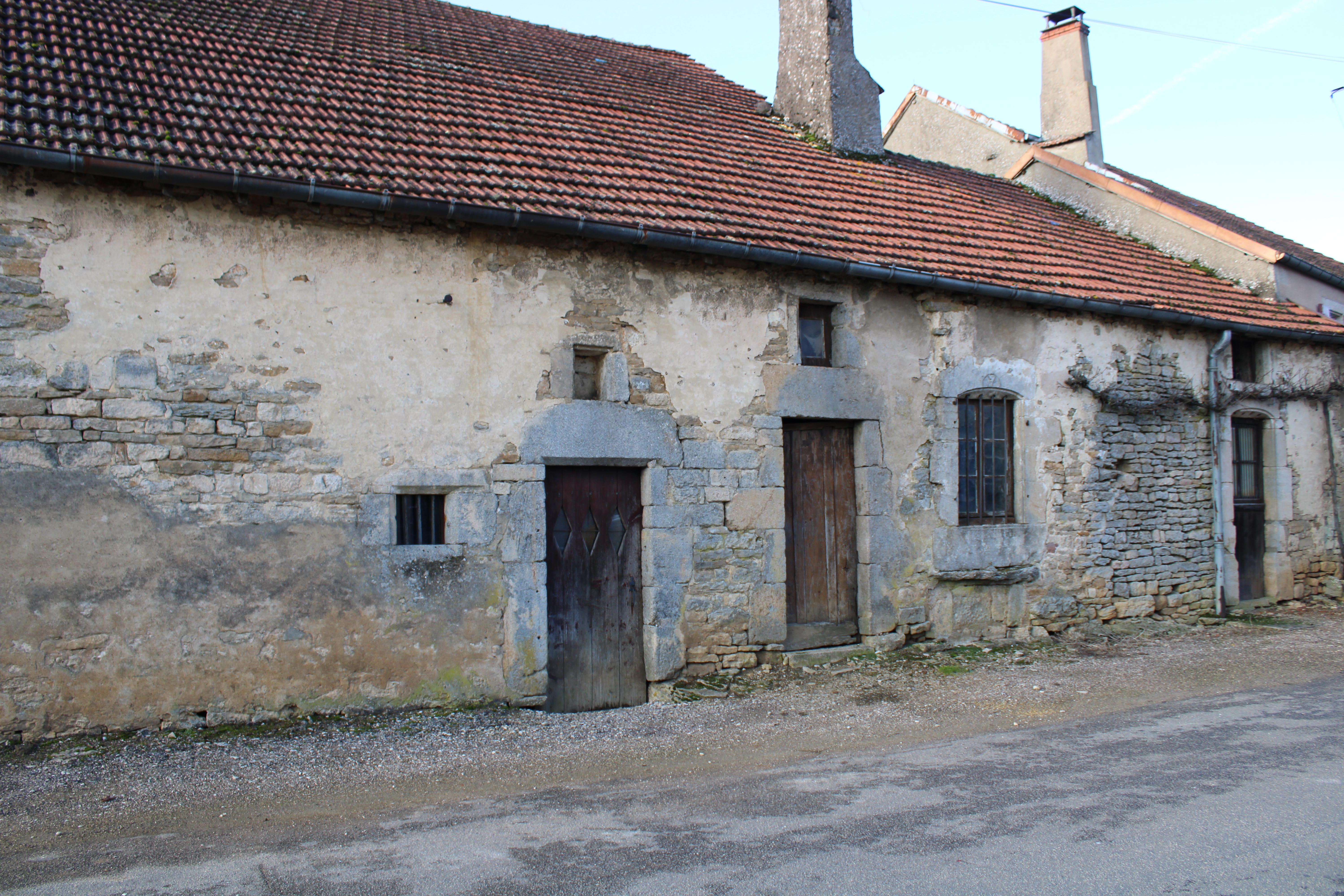
Vieille ferme.